# Praia de Samil

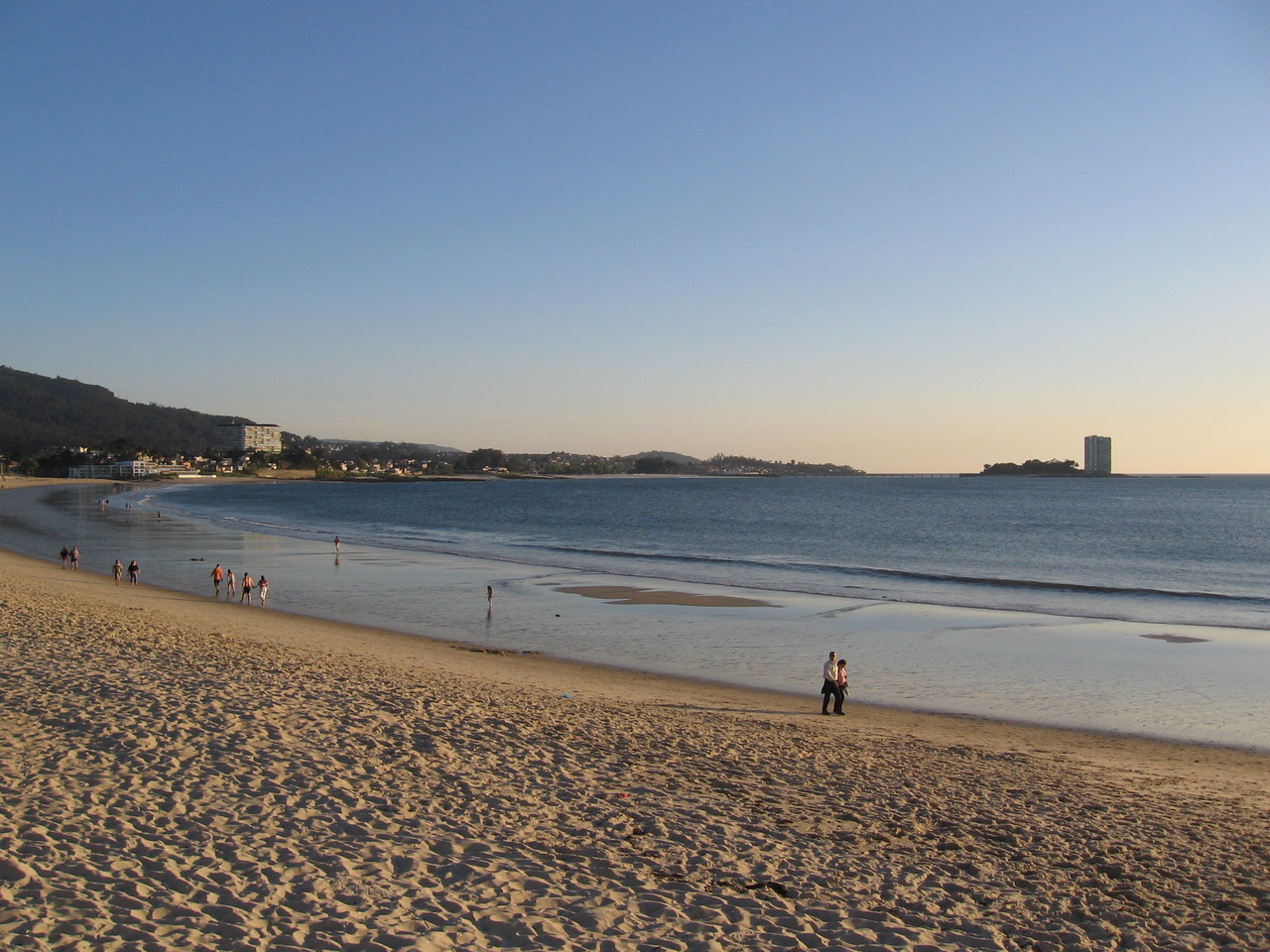
Praia de Samil, com a Ilha de Toralla ao fundo.

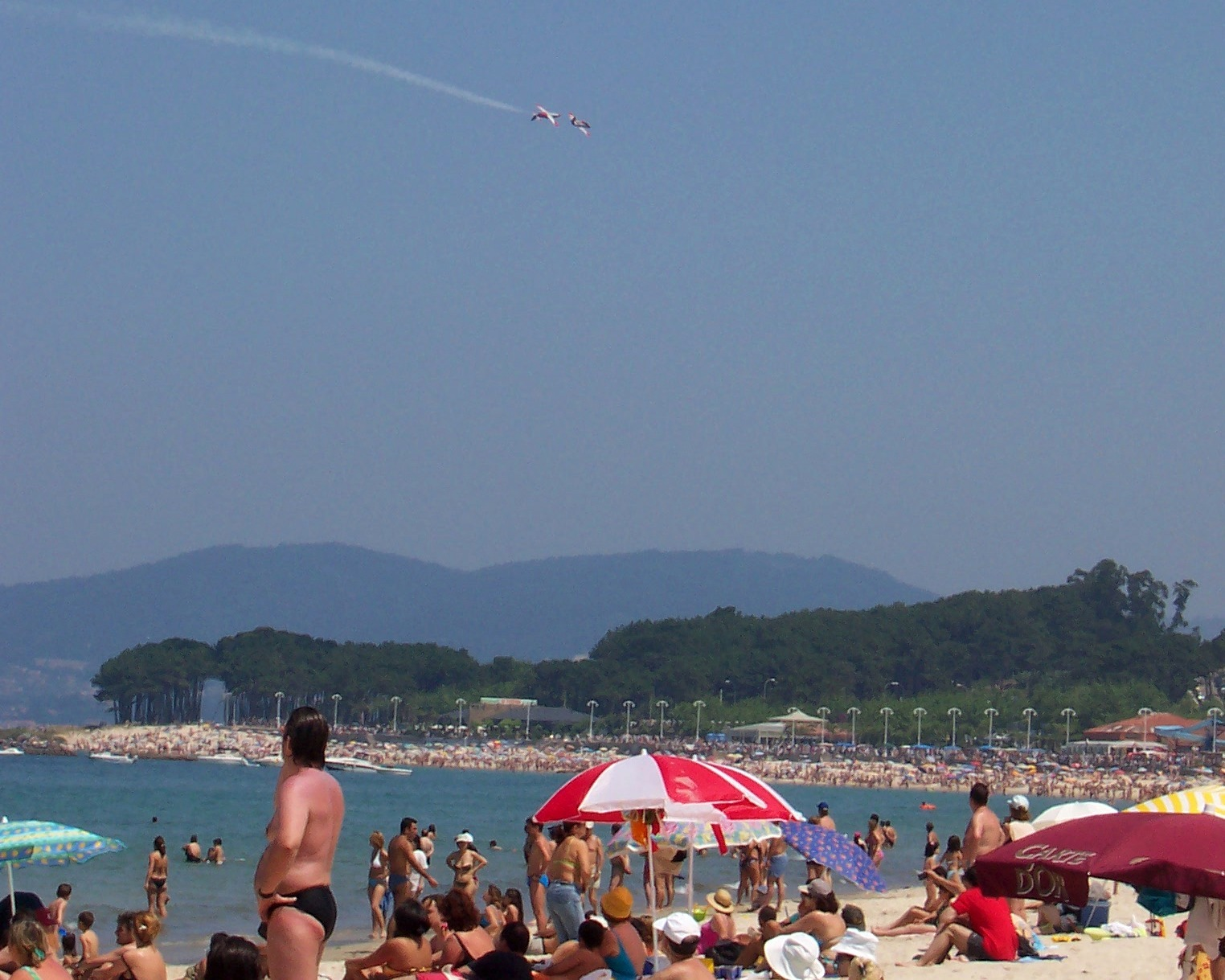
Festival aéreo, 2004.

A Praia de Samil é um areal vigués na paróquia de Navia, que conta com uma longitude de 1 quilómetro e meio. 
Limita com a praia da Fonte (Alcabre) pelo norte e com a desembocadura do rio Lagares pelo sul. Trata-se duma das principais praias da cidade, devido ao seu atractivo turístico e ao seu complexo recreativo, no que destacam cafetarias, piscinas, campos de basquetebol, circuito de carros telecomandados, passeio, zonas verdes, estacionamentos, pista de patinagem, half-pipe, etc.